# Rua Augusto Tolle
A rua Augusto Tolle é um logradouro do município de São Paulo, SP, Brasil.
Essa rua começa na Rua Conselheiro Moreira de Barros, na zona norte, liga-se a vias do Alto de Santana, como Rua Francisca Júlia, Rua Pedro Doll, Rua Dona Luíza Tolle,  Rua Dom Henrique Mourão e termina na Avenida Engenheiro Caetano Álvares.

## História
Em 1939 a rua foi "registrada" na Prefeitura com o nome de "Augusto Tolle". Naquela época ela começava na Travessa Dona Luíza Tolle e terminava após 120 metros além da mesma. Posteriormente, outros trechos foram incorporados e registrados de 1944 a 1946. O nome da rua foi oficializado apenas em 1953 pela Lei nº 4.371, este logradouro foi aberto nas primeiras décadas do século passado.

## Características
A rua possui diversas características. No seu início possui casas de médio e alto padrão e alguns edifícios, prosseguindo há uma parte muito parecida com a rua Pedro Doll, já que é continuação da mesma, no meio há muitos estabelecimentos comerciais, e ao final casas de médio padrão, uma extensa praça e os fundos de um hospital.
Na sua extensão, encontram-se o Centro Universitário Salesiano de São Paulo, o tradicional Bar do  Luiz (o melhor da Zona Norte, segundo o Datafolha), algumas lojas, um luxuoso centro de estética, restaurantes, um conjunto empresarial, os fundos do Hospital Mandaqui, clínicas e consultórios, duas escolas infantis,  4 edifícios residenciais e dois comerciais.

## Galeria de Fotos
|                                 |                        |                       |  |
|                                 |                        |                       |  |
| Trecho perto da Rua Luíza Tolle | Trecho perto da UNISAL | Trecho inicial da rua |  |